# Абдуга
Абдуга — хребет в Крыму, наивысшая точка 730 м. Расположен между долинами притоков Альмы рек Мавля на севере и Коса на юге. Находится на севере территории Крымского природного заповедника.

## Описание

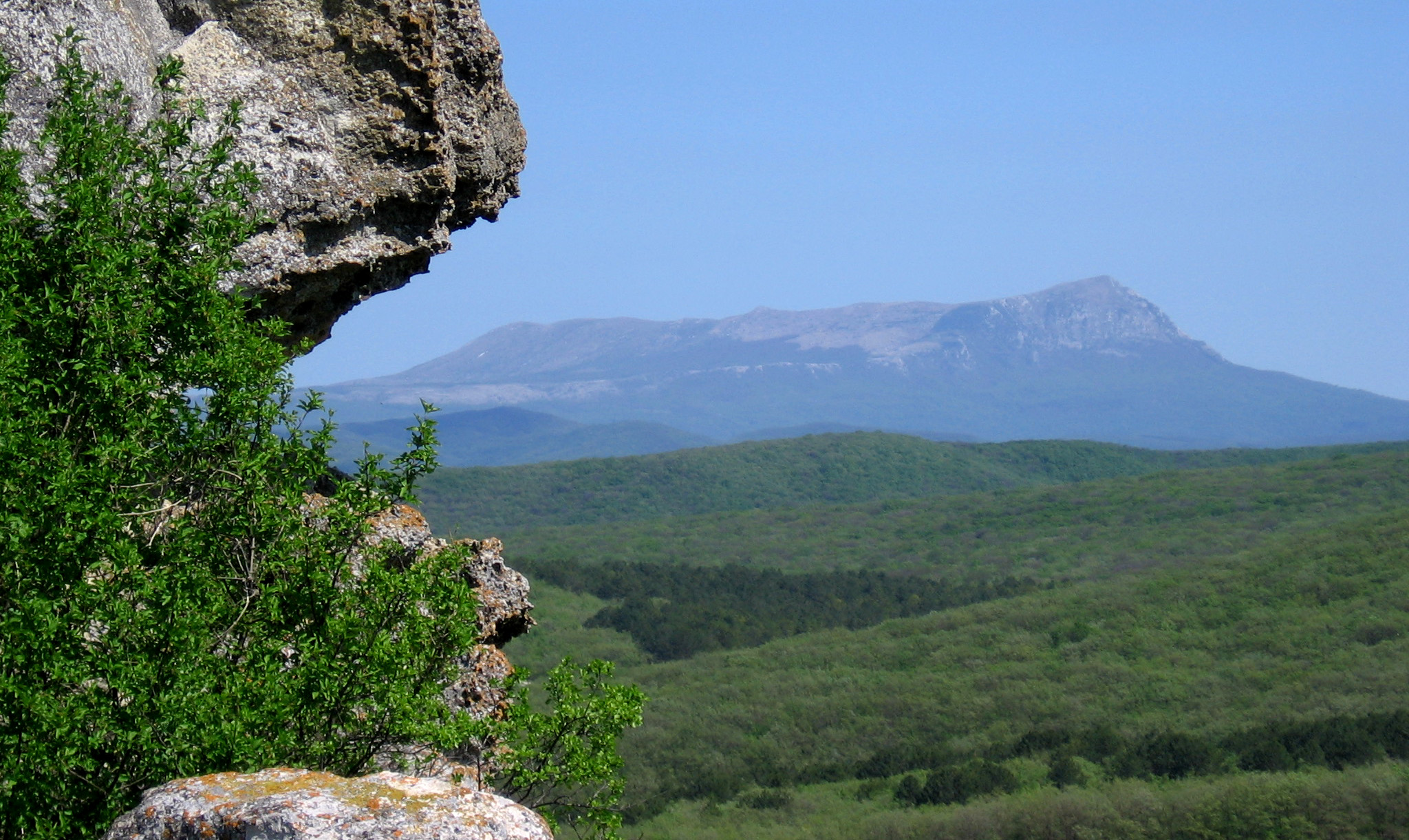
Вид с Баклы на Чатыр-Даг. Залесенный хребет на среднем плане - Абдуга 730 м, тёмная вершина левее - гора Голый Шпиль 838 м, за ними светлые обрывы Нижнего плато Чатыр-Дага

Длинный, слабоволнистый по высотам хребет, дугообразно изогнутый к востоку. Покрыт лиственным лесом, среди которого местами встречаются поляны. В 1970 годы на склонах были проведены искусственные посадки сосны крымской. Между долинами притоков Альмы рек Мавля на севере и Коса на юге. К северу гора Голый Шпиль (838 м). Находится в 5-6 км к юго-юго-западу от села Краснолесье .
Хребет на территории Крымского природного заповедника. С юга от хребта заповедный кордон Дубровый, с запада кордон Сосновый. Нахождение на территории Крымского природного заповедника без пропуска запрещено.

## История

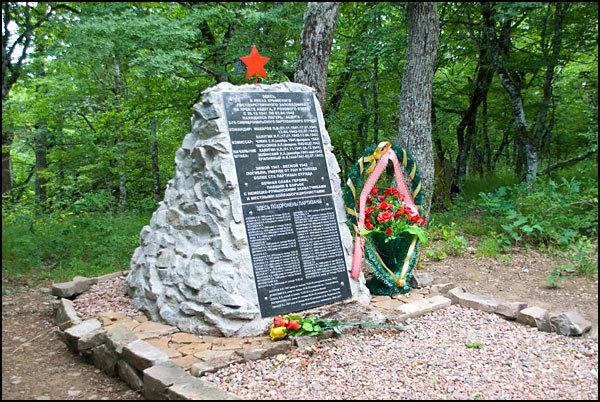
Памятник партизанам 3-го Симферопольского отряда, озеро Розовое

На северной оконечности хребта в первой половине 20 века размещалось лесничество лесника Д. Д. Кособродова - партизана Гражданской войны и Великой Отечественной войны, все его семь сыновей также ушли в партизаны. В настоящее время имеется топоним - Кособродовский родник. Сохранились остатки фундамента его дома. 
Во время Великой Отечественной войны в 1941-1944 хребет Абдуга - место базирования отрядов Партизанского движения в Крыму.
В лесах Крымского государственного заповедника на хребте Абдуга, у Розового озера, с 20 декабря 1941 года по 3 апреля 1942 года находился лагерь Абдуга 3-го Симферопольского партизанского отряда под командованием Макарова П. В.  Партизаны попали в весьма тяжелое продовольственное положение. Собирали кости павших животных, ели шкуры оленей, кожу постолов, вырывали коренья различных растений. В этом лагере умерли от голода и истощения физических сил 53 партизана. Всего зиму 1941-1942 года в боях, от ран и от голода погибли более 100 партизан отряда. У Розового озера и в полукилометре на восток от хребта, в русле Косы на  местах лагерей установлены памятники бойцам отряда.
В ночь на 25 октября 1943 года по кострам противником был обнаружен район расположения партизан 1-го автономного отряда под командованием М. А. Македонского. В 7 час. 40 минут утра силами до двух тысяч человек противник начал прочес леса. М. В. Селимов, комиссар 1-го партизанского отряда, писал в дневниковых заметках: «В этом ожесточенном бою смертью храбрых пали герои-партизаны командир боевой группы Аппазов Мемет, партизан Спаи Н. С., шедший рядом со мной…». Они были захоронены в урочище Хыр-алан.
В зимой 1944 годах тут размещались отряды 4-й бригады Х. К. Чусси Южного соединения под командованием М. А. Македонского. Во время крупнейшего Бешуйского боя хребет был тылом и операционной базой партизан. В момент наибольшего продвижения карателей 8 февраля 1944 года достигнуть хребта они не смогли.